# Daniele Padelli
Daniele Padelli (Lecco, 25 oktober 1985) is een Italiaans voetballer die als doelman speelt. Hij verruilde Torino in juli 2017 transfervrij voor Internazionale.

## Clubcarrière
Padelli kwam in 2004 bij UC Sampdoria terecht, dat hem meermaals uitleende. Zo speelde hij op uitleenbasis voor AS Pizzighettone, Crotone, Liverpool, Pisa Calcio, US Avellino, AS Bari en Udinese. In dienst van Udinese debuteerde hij in de UEFA Europa League. In 2013 werd hij naar Torino getransfereerd. Tijdens het seizoen 2013/14 was hij eerste doelman van Torino en speelde hij alle wedstrijden. Nadat in augustus 2014 de schorsing van concurrent Jean-François Gillet ten einde liep, kwam Padelli in het seizoen 2014/15 tot 25 wedstrijden in de competitie en twaalf in de Europa League.

## Interlandcarrière
Padelli kwam zevenmaal uit voor Italië –20. In 2006 speelde hij eenmaal voor Italië –21. Op 30 augustus 2014 werd hij door Italiaans bondscoach Antonio Conte opgeroepen voor de EK-kwalificatiewedstrijden tegen Nederland en Noorwegen op 4 en 9 september 2014.

## Erelijst
| Serie A | 1x | 2020/21 |

1 Sommer ·
2 Dumfries ·
6 De Vrij ·
7 Zieliński ·
8 Arnautović ·
9 Thuram ·
10 Martínez  ·
11 Correa ·
12 Di Gennario ·
13 Martínez ·
15 Acerbi ·
16 Frattesi ·
17 Buchanan ·
20 Çalhanoğlu ·
21 Asllani ·
22 Mkhitaryan ·
23 Barella ·
28 Pavard ·
30 Augusto ·
31 Bisseck ·
32 Dimarco ·
36 Darmian ·
42 Palacios ·
95 Bastoni ·
99 Taremi ·
Coach: Inzaghi